# خوزه فیگوئرز فرر
خوزه فیگوئرز فرر (اسپانیایی: José Figueres Ferrer‎؛ زادهٔ ۲۵ سپتامبر ۱۹۰۶ – درگذشتهٔ ۸ ژوئن ۱۹۹۰) سیاستمدار اهل کاستاریکا بود. وی در سه دوره در سال‌های ۱۹۴۸ تا ۱۹۴۹، ۱۹۵۳ تا ۱۹۵۸ و از ۱۹۷۰ تا ۱۹۷۴ رئیس‌جمهور این کشور بود.